# Julián Pastor
Julián Pastor Llaneza (Ciudad de México, 18 de octubre de 1943-Ibídem, 24 de agosto de 2015) fue un actor, director, argumentista, editor y escenógrafo mexicano. Desarrolló una vasta carrera como actor y director de cine, teatro y televisión.

## Biografía
Nació en la Ciudad de México, hijo de exiliados españoles de la guerra civil y nieto del líder minero asturiano Manuel Llaneza (1879-1931). Estudió en la Academia Hispano Mexicana, y posteriormente tomó clases de dibujo, pintura y arte escenográfico en la escuela de Robin Bond. Estudió arquitectura en la UNAM, pero poco después la abandonó para dedicarse a su verdadera pasión: el cine y las artes visuales. Estudió un curso de cine de la Universidad del Sur de California, y también estudió actuación con grandes maestros como Seki Sano, Héctor Mendoza y Juan José Gurrola.
Debutó como actor profesional en 1962 en la puesta en escena Los poseídos, donde también trabajó como ayudante del escenógrafo Roger Van Gunten. Fue locutor de Radio UNAM en 1964 y ese mismo año debutó en el cine en la película En este pueblo no hay ladrones, a la que le suman una extensa lista de películas entre las cuales se encuentran: Patsy, mi amor, Los recuerdos del porvenir, La viuda blanca, Los perturbados, Aquellos años, Largo camino a Tijuana, Principio y fin, El coronel no tiene quien le escriba y La virgen de la lujuria, entre muchas otras. En España actuó al lado de Lola Flores en Una señora estupenda (1967) y en Puerto Rico en La gran fiesta (1985).
Como director debutó en 1970 con la película La justicia tiene doce años. Su trayectoria como director es igualmente extensa, ya que incluye cintas como: La venida del rey Olmos, El esperado amor desesperado, La Casta Divina, Esas ruinas que ves, El héroe desconocido, El retrato de Anabella, Las buenas costumbres y El tesoro de Clotilde. Fue nominado al Premio Ariel a Mejor Director por su trabajo en Los pequeños privilegios y Morir de madrugada.
Escribió los argumentos originales de películas como La venida del rey Olmos (por la que fue nominado al Ariel al Mejor Argumento Original); Nuevas opciones, Los pequeños privilegios, El vuelo de la cigüeña y Una mujer con oficio.
También incursionó en la actividad sindical y autoral: Fue fundador y Secretario General del Sindicato Gremial de Directores de Cine (Sección de Directores del S.T.P.C.) de 1986 a 1999. Fue asimismo Vocal Secretario se la Sociedad Mexicana de Autores de Obras Audiovisuales de 1990 a 2005.
En televisión destacó tanto en actuación como en dirección, dirigió las telenovelas Ardiente secreto (adaptación de Jane Eyre de Charlotte Brontë) , Marisol y Bajo la misma piel. En España dirigió El secreto (2001) para RTVE y Europroducciones y El pasado es mañana (2005) para Starline y Telecinco. Destacó como actor en las telenovelas El amor tiene cara de mujer, Retrato de familia, Gente bien y Nunca te olvidaré.
En teatro trabajó de actor en Los poseídos (1962) de Dostoyevsky, Bajo el bosque blanco de Dylan Thomas (1967), Los Asesinos Ciegos de Héctor Mendoza con dirección de Julio Castillo (1968), El balcón de Jean Genet con dirección de Georges Lavaudant (1986), El Gesticulador (2010), La muerte de un viajante (2012), La extinción de los dinosaurios (2013), El último encuentro de Sándor Márai (2015) etc.
Como director de teatro montó Lou Andreas Salomé (1984), Raptóla, violóla y matóla (Alejandro Licona) (1988), Qué comedias que adivinas (de Carballido, Argüelles, H. Azar, A. Licona, J. Patiño) (1989), Los presuntos culpables (Malú Huacuja del Toro) (1995) Sin tetas no hay paraíso (2011), El Club de la mano amiga (2013), El último encuentro (2015), entre otras. Escribió el libreto del espectáculo de cabaret Veladas literario musicales y lo dirigió de 1978 a 1995, tiempo durante el que se representó en el Bar Guau de la Ciudad de México.
Falleció el 24 de agosto de 2015 a los 71 años, según anunció la Sociedad Mexicana de Directores Realizadores.

## Filmografía

### Películas
- Familia Gang (2013) ....Chico
- El efecto tequila (2010) .... Raymundo
- Arráncame la vida (2008) .... General de arresto
- Lola, la película (2006) ....Director de cine
- La virgen de la lujuria (2001) .... Don Lázaro
- En un claroscuro de la luna (1999) .... Finquero #2
- El coronel no tiene quien le escriba (1999) .... Lugones
- Un baúl lleno de miedo (1997) .... Esteban Estévez
- Principio y fin (1993) .... Luján
- Extraños caminos (1993)
- La tarea prohibida (1992)
- Bandidos (1991)
- Mujer de cabaret (1991)
- Largo camino a Tijuana (1991)
- La sombra del ciprés es alargada (1990)
- Revenge (1990) .... Quiñones
- Herencia maldita (1987)
- La Gran Fiesta (1986) .... Don Antonio Jiménez
- Adriana del Río, actriz (1979)
- Cadena perpetua (1979)
- El lugar sin límites (1978)
- Vacaciones misteriosas (1977)
- Maten al león (1977)
- Más negro que la noche (1975) .... Pedro
- Un amor extraño (1975)
- Peregrina (1974)
- El hombre y la bestia (1973) .... Inspector Blanco
- Aquellos años (1973) .... González Ortega
- Los ángeles de la tarde (1972)
- Los perturbados (1972) .... (segmento "La Obsesión")
- El jardín de la Tía Isabel (1972) .... Sacerdote
- El juicio de los hijos (1971)
- Para servir a usted (1970)
- La viuda blanca (1970) .... Gustavo Castelar
- Flor de durazno (1970)
- Matrimonio y sexo (1970)
- Tres noches de locura (1970) .... (segmento "Lucía")
- Almohada para tres (1969)
- Siempre hay una primera vez (1969) .... (segmento "Gloria")
- Las impuras (1969)
- Primera comunión (1969)
- Santa (1969)
- Lauro Puñales (1969) .... Carlos
- Los adolescentes (1968)
- Ensayo de una noche de bodas (1968)
- Muchachas, muchachas, muchachas (1968)
- Los recuerdos del porvenir (1968)
- Patsy, mi amor (1968) .... Freddy
- Arrullo de Dios (1967)
- La muerte es puntual (1967)
- Una señora estupenda (1967) .... Juan
- El mundo loco de los jóvenes (1966)
- Sólo para ti (1966) .... Carlos González
- En este pueblo no hay ladrones (1964)

### Telenovelas
- La ruta blanca (2012) ....Pedro Zamora
- Salomé (2001) .... Lic. Arango
- Nunca te olvidaré (1999) .... Don Antonio Uribe
- Gente bien (1997) .... Dr. Adolfo Klein
- Retrato de familia (1995) .... Agustín Preciado
- El amor tiene cara de mujer (1971) .... Emilio Suárez
- No creo en los hombres (1969)
- Amor en el desierto (1967) .... Ben Alí
- Rocambole (1967)
- Frontera (1967) .... Fredy
- Valeria (1965)

## Como director

### Películas
- El tesoro de Clotilde (1993)
- Las delicias del matrimonio (1993)
- Mujer de cabaret (1991)
- Las buenas costumbres (1990)
- Cómodas mensualidades (1990)
- Carta de un sobrino (1987)
- Los fantasmas que aman demasiado (1987)
- Macho y hembras (1987)
- Pasa en las mejores familias (1987)
- Chiquita pero picosa (1986)
- Orinoco (1986)
- El héroe desconocido (1981)
- Morir de madrugada (1980)
- El vuelo de la cigüeña (1979)
- Estas ruinas que ves (1978)
- Los pequeños privilegios (1978)
- La Casta divina (1977)
- El esperado amor desesperado (1976)
- Embajada al Caribe (1975)
- Nuevas opciones (1975)
- La venida del rey Olmos (1975)
- Exposición: En México la mejor inversión (1974)
- Memoria de una exposición (1974)
- Mujeres de México (1974)
- La justicia tiene doce años (1973)

### Telenovelas
- El pasado es mañana (2005)
- Bajo la misma piel (2003)
- El secreto (2001)
- Siempre te amare (2000)
- Tres mujeres (1999)
- Nunca te olvidare (1999)
- Marisol (1996)
- Ardiente secreto (1978)
- El que sabe, sabe (1981)

## Reconocimientos
- 1977, Primer premio a "La Casta Divina" en el Festival Internacional de Panamá.
- 1981, Gran Premio Coral a "Los Pequeños privilegios" en el II Festival de La Habana, Cuba.

### Premios Ariel
| Año  | Categoría                | Película                 | Resultado |
| ---- | ------------------------ | ------------------------ | --------- |
| 1981 | Mejor director           | Morir de madrugada       | Nominado  |
| 1981 | Mejor película           | Morir de madrugada       | Nominado  |
| 1978 | Mejor director           | Los pequeños privilegios | Nominado  |
| 1978 | Mejor película           | Los pequeños privilegios | Nominado  |
| 1975 | Mejor argumento original | La venida del rey Olmos  | Nominado  |